# Sweet Home (film)
Sweet Home (スウィートホーム?, Suwīto hōmu) è un film del 1989 diretto da Kiyoshi Kurosawa.

## Trama
Una troupe televisiva composta da Kazuo, sua figlia Emi, la produttrice Akiko, il fotografo Tagushi e la restauratrice Asuka, si addentra nella villa abbandonata del famoso pittore Ichirō Mamiya, misteriosamente scomparso 30 anni prima, allo scopo di recuperare alcuni suoi dipinti perduti e girare un documentario sulla sua arte.
Appena entrati cominciano a manifestarsi delle attività paranormali, e Asuka viene posseduta dal fantasma della signora Mamiya, moglie di Ichiro. Il team scopre la sepoltura di un bambino, figlio di Mamiya, che un giorno cadde nell'inceneritore di casa e bruciò vivo. Da allora, il fantasma di Mamiya vaga per la villa, uccidendo gli eventuali intrusi.
Taguchi e Asuka vengono uccisi dalla furia del fantasma, che rapisce anche Emi, ma Kazuo riesce a salvarla. I due, insieme a Akiko, riescono a ricongiungere Mamiya e il suo amato figlio, in modo che possa riposare in pace.

## Produzione
Il film, distribuito da Toho, è stato prodotto da Jūzō Itami e proiettato nelle sale cinematografiche giapponesi per la prima volta il 21 gennaio 1989. Undici mesi dopo, il 15 dicembre, venne pubblicato da Capcom un videogioco omonimo, ideato da Kurosawa e prodotto da Itami. Dato che entrambi i prodotti sono molto simili e ideati da Kurosawa, non è chiaro se il videogioco sia ispirato al film o viceversa. Tuttavia Tokuro Fujiwara, supervisore del team che ha sviluppato il gioco, ha dichiarato che fu in grado di vedere il film e utilizzare quello che voleva da esso, «considerando con attenzione come fare per portare gli elementi del film alla schermata di gioco», facendo quindi intendere che il videogioco sia stato ispirato al film.

## Accoglienza
Tom Mes di Midnight Eye ha notato che lo script fa eco al film Gli invasati di Robert Wise. Ha però aggiunto: «nonostante la trama tutt'altro che sorprendente, Sweet Home è ricco di azione, di emozione e di effetti, risultando molto più divertente della solita corsa alla casa stregata».